# Етоксид натрію
Етокси́д на́трію, на́трій етаноля́т — сіль етанолу (етилового спирту) та натрію, що відноситься до алкоголятів (алкоксидів). Хімічна формула — C2H5ONa.

## Синтез
Доступний у продажу у вигляді сухого жовтого порошку або як розчин в етиловому спирті. Етоксид натрію може бути легко синтезований у лабораторії за реакцією металічного натрію з етанолом:
2 C2H5OH + 2 Na → 2 C2H5ONa + H2

## Техніка безпеки
Етоксид натрію надзвичайно сильна основа. Вона реагує бурхливо з водою з утворенням етанолу, який схильний до самозаймання, та лугу гідроксиду натрію, який є їдким: 
C2H5ONa + H2O → C2H5OH + NaOH
Етоксид натрію також з легкістю окиснюється, що може бути не бажаним при змішуванні з іншими електрофільними речовинами.